# 奥平正勝
奥平 正勝（おくだいら まさかつ、天正6年（1578年）? - 元和7年（1621年））は、戦国時代から江戸時代初期の武将である。奥平道文入道の弟・奥平掃部貞行の子で、奥平信昌の猶子。黒屋奥平家の祖。幼名、満千代。通称は掃部。

## 生涯

### 幼少時
奥三河の作手亀山城を本拠に持つ国人の1つにすぎなかった奥平氏は、天正3年（1575年）の長篠の戦いにおいて戦勝に大きく寄与し、家運を開き始めた。そんな頃に満千代は生まれた。
宗家の従兄・牧庵（奥平貞能）は戦勝後、徳川家康の娘婿となった信昌に家督を譲り、隠居していた。その従兄との年齢差が大きかった上に、従兄の子・信昌よりも年少であったためか、信昌の猶子になったという。
少年時代には羽柴秀吉への人質になっていた時期があったといわれるが、定かではない。

### 黒屋家相続
宗家の信昌は、満千代の身の上を案じていた模様。七族五老といわれる重臣衆の1家でもあった黒屋甚右衛門勝直が、文禄3年（1594年）に嗣子の無いまま亡くなったため、その跡式を相続させている。黒屋家では勝直の弟が健在であったが、それも構わずに奥平姓のままでの相続を命じている（一説には勝直の娘婿になったとも）。満千代は、生家から実父・貞行が用いていた掃部の通称を使用、奥平掃部正勝と名を改めた。これにより奥平氏の家中では、黒屋の姓は黒屋勝直以前の傍系で見られるのみで、正勝の血統からは直系・傍系であろうと用いられる事はなくなった。ただ奥平姓の重臣が多い中、呼び分けの意味合いで黒屋家、もしくは黒屋奥平家という呼び名だけが残った。
慶長5年（1600年）の関ヶ原の戦いでは、徳川秀忠軍に属す奥平家昌の配下として参戦。上田城の戦いで働きを示した。関ヶ原の戦勝にともない、主君・家昌が宇都宮藩10万石への加増転封となると、これに付随。1000石の扶持を受ける重臣の1家として、家昌の治政を助けている。元和7年に死去、44歳と伝える。

### 死後
家系は正勝の孫・内蔵允正輝の代で断絶。領内の興禅寺における重臣同士の私闘（宇都宮興禅寺刃傷事件)が発端であった。責めは主家へも及び、羽州山形藩への減石転封となっている。